# Petter Stenborg
Petter Stenborg (* 1719; † 6. November 1781 in Stockholm) war ein schwedischer Schauspieler und Theaterleiter.

## Leben
Stenborg diente als Freiwilliger im Königlichen Reiterregiment. Ab 1746 gehörte er zur ersten Schauspielertruppe im Bollhuset-Theater bis zu dessen Schließung 1754. Ab 1758 leitete er die Stenborg Company (oder Svenska Comoedi-truppen), die eine von zwei professionellen schwedischsprachigen Schauspieltruppen der Zeit war, und war in dieser Funktion Direktor des Humlegårdsteatern in Stockholm. So erhielt er das schwedischsprachige Schauspiel bis zur Eröffnung des Königlichen Theaters 1773 am Leben. Stenborg war der Vater des Opernsängers und Komponisten Carl Stenborg.